# Otto de Savoia
Otto de Savoia sau Oddo de Savoia (n. 1023 – d. 1060, Torino, Marca de Torino) a fost conte de Savoia și margraf de Susa-Torino.

## Biografie
A fost fiul cel mai mic al lui Humbert I de Savoia și al soției sale, Anzilla de Lenzburg.
Otto a bătut monede proprii împotriva voinței Episcopului de Maurienne. A menținut o bună relație cu împărații Henric al III-lea și Henric al IV-lea din Dinastia Saliană. Cel din urmă s-a căsătorit ulterior cu Bertha, fiica lui Otto de Savoia. În 1045 sau 1046 Otto s-a căsătorit cu Adelaida de Susa, fiica margrafului Ulrich-Manfred de Torino din familia Arduinicilor, văduvă a ducelui Herman al IV-lea de Suabia (d.1038). La momentul încheierii căsătoriei, Adelaida avea probabil 25 de ani, iar Otto 45 de ani. Căsătoria i-a adus lui Otto numeroase teritorii în Piemont și accesul la Marea Mediterană. 
În 1060 la moartea lui Otto, soția sa, Adelaida, a preluat regența pentru fiul cel mare, Petru. Ea a fost susținătoare loială ghibelinilor în Controversa pentru învestitură. După moartea Adelaidei în 1091, Casa de Savoia a pierdut teritoriile de la est de Alpi, cu excepția Susei.

## Descendenți
Din căsătoria lui Otto cu Adelaida de Susa au rezultat cinci copii:
- Petru (c. 1048 – 1078), succesorul tatălui său, s-a aflat sub influența puternică a mamei sale;
- Amadeus (c. 1050 – 1080), căsătorit cu Ioana de Geneva; după moartea lui Petru în 1078, a continuat această linie a Casei de Savoia;
- Bertha (1051 – 1087), căsătorită la 13 iulie 1066 cu împăratul romano-german Henric al IV-lea;
- Adelaida (c. 1053 – 1079), căsătorită în 1062 cu contele Rudolf de Rheinfelden (ales antirege împotriva lui Henric al IV-lea);
- Otto, episcop de Asti (1073 – 1079).